# Monika Gruber

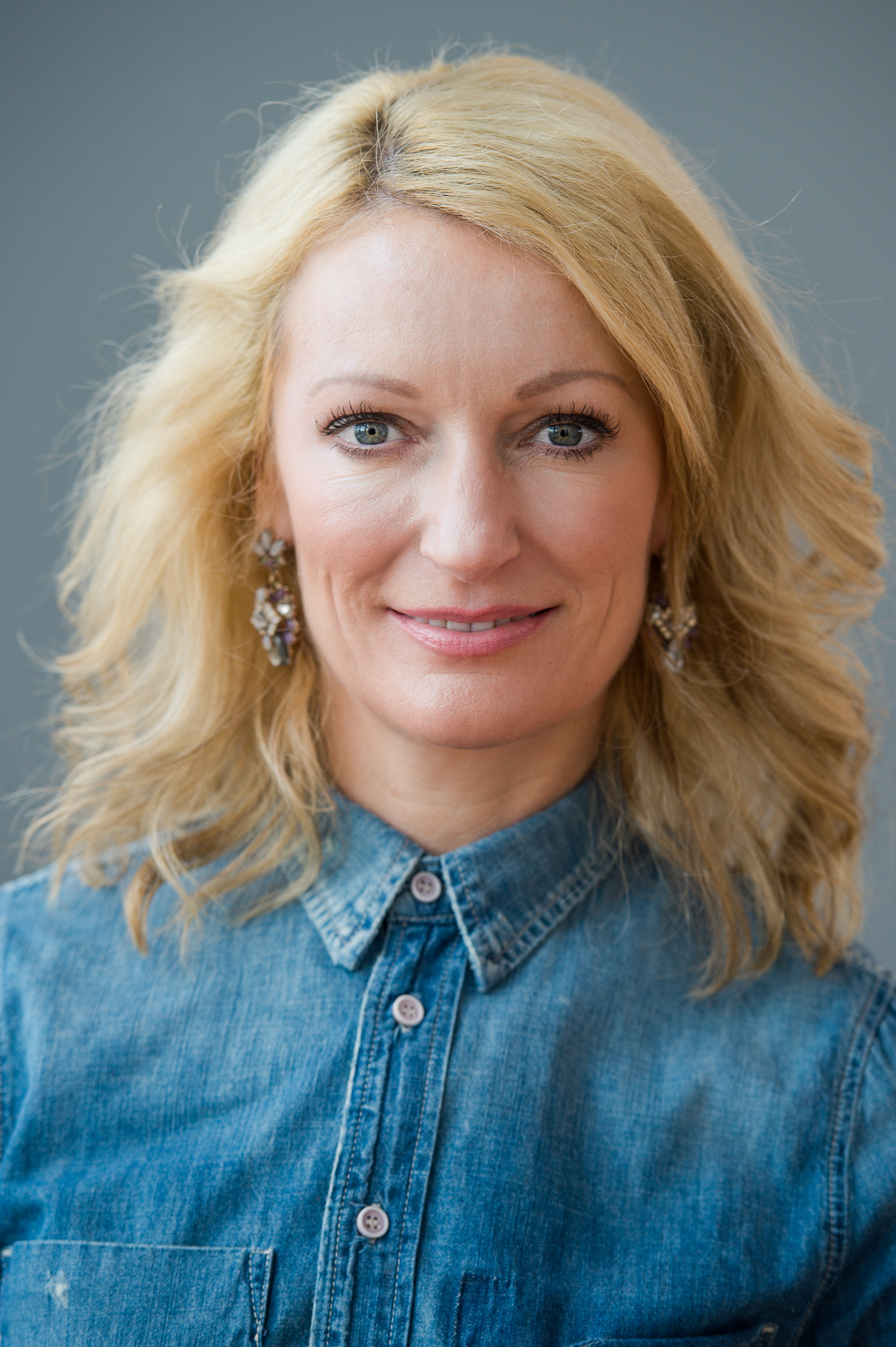
Monika Gruber (2015)

Monika Gruber (* 29. Juni 1971 in Wartenberg, Landkreis Erding) ist eine deutsche Kabarettistin, Schauspielerin und Autorin.

## Leben und Karriere

### Kindheit und Ausbildung
Gruber wuchs auf dem elterlichen Bauernhof im oberbayerischen Tittenkofen mit zwei jüngeren Brüdern auf.
Nach dem Abitur war sie mehrere Jahre als Fremdsprachensekretärin tätig und absolvierte mit 27 Jahren eine zweieinhalbjährige Schauspielausbildung an der Schauspielschule Zerboni in München. Bereits während ihrer Ausbildung hatte sie ihr erstes Theaterengagement: Von 2000 bis 2005 war sie Ensemblemitglied der Iberl-Bühne bei Georg Maier in München-Solln.

### Privates
In einem Zeitungsinterview 2011 offenbarte Gruber, als Jugendliche jahrelang unter Magersucht gelitten zu haben.
Von 2011 bis 2012 war sie mit dem Brauereimanager Andreas Steinfatt liiert, von 2018 bis 2022 mit dem Rennsportmanager Thomas Überall.

### Fernsehkarriere
Monika Gruber sammelte erste Erfahrungen als Kabarettistin 2002 in der Comedyreihe Kanal fatal, in der sie die Kellnerin Monique spielte, eine bayerische Bedienung, die in breiter Mundart von ihren Erlebnissen in der Gastronomie berichtet. Von 2003 bis 2009 war sie Mitglied der Sketch-Reihe Die Komiker im Bayerischen Fernsehen. Von 2004 an berichtete sie für den Bayerischen Rundfunk live vom Münchner Oktoberfest. Ab Januar 2006 kommentierte sie in der Grünwald Freitagscomedy aktuellen Promi-Klatsch. 2009 drehte Gruber mit Günter Grünwald die vierteilige Sketchshow Normal is des ned. Die Zusammenarbeit mit Grünwald und dem Bayerischen Rundfunk endete im September 2009.
2012 bekam Gruber ihre eigene Fernsehshow im ZDF: Sie moderierte dort die Boulevardsatire Leute, Leute! Um wieder mehr Freiraum für Live-Auftritte zu haben, verlängerte sie den zum Jahresende 2012 auslaufenden Vertrag mit dem ZDF (gegen dessen Wunsch) nicht. Noch im gleichen Jahr gewann sie für Die Große Quatsch Variety Show (Pro7), Monika Gruber live 2011 (BR) und Grünwald Freitagscomedy (BR) den Bayerischen Fernsehpreis in der Kategorie „Comedian“.
Von Januar 2011 bis Ende 2013 war Gruber neben Bruno Jonas und Rick Kavanian Mitglied des Teams von Die Klugscheißer, einer monatlichen Satireshow des Bayerischen Fernsehens. Nach ihrem Ausstieg im Jahr 2014, den sie mit der Fokussierung auf ihr neues Bühnenprogramm begründete, wurde die Sendereihe eingestellt.
Von 2008 bis 2011 spielte sie die Hauptrolle der Hannelore Herbst in der Fernsehserie Der Kaiser von Schexing des Bayerischen Fernsehens. Von 2011 bis 2013 wirkte sie in den ersten dreißig Folgen der ARD-Serie Hubert und Staller als Lokalreporterin Barbara Hansen mit. Ab 2012 spielte sie in Heiter-bis-tödlich-Folgen der bayerischen Polizistenserie München 7 an der Seite von Florian Karlheim, Andreas Giebel und Christine Neubauer die Rolle der Moni Riemerschmidt. 2017 übernahm sie erneut eine wiederkehrende Rolle in Hubert und Staller als Betreiberin eines Cafés.

### Kabarett-Bühnenprogramme
Mit ihrem ersten Soloprogramm Kellnerin Monique: Schmeckt’s ned? tourte Gruber ab 2004 durch Süddeutschland und Österreich. 2005 folgte das Programm Hauptsach’ g’sund. Ihr drittes Bühnenprogramm Zu wahr, um schön zu sein feierte am 13. September 2008 in München Premiere und wurde unter anderem beim 17. Arosa Humor-Festival aufgeführt. Seit dem 6. April 2011 war Gruber mit ihrem Programm Wenn ned jetzt, wann dann! auf Tournee.
Zum Jahreswechsel 2012/2013 gastierte Gruber an der Seite von Michael Niavarani in der mehrfach ausverkauften Wiener Stadthalle mit dem „Patchworkprogramm“ Best of Beide. Es geht darin etwa um Single-Leben über 40, „Menschen mit Menstruationshintergrund“, schlecht gelaunte Wiener und Alltagslügen. Auch die Bühnenauftritte im Februar 2013 in Bayern waren stark frequentiert.
Im Januar 2014 folgte das fünfte Soloprogramm Irgendwas is’ immer. Weitere folgten 2016 und 2017/18. Mit ihrem Programm Wahnsinn! tourte sie von Mai bis Dezember 2019.
2021 kündigte sie in einem Interview an, ihre Bühnenkarriere beenden zu wollen. Nach zwei Jahren ohne Soloprogramm folgte im September 2023 die Ankündigung ihres letzten Bühnenprogramms unter dem Titel Ohne Worte. Am 8. März 2024 fand in der Olympiahalle München ihre Abschiedsvorstellung von der Bühne statt.

## Politische Positionen
Mit kurzen Videobeiträgen in den sozialen Medien sorgte Gruber wiederholt für Diskussionen. Ziele ihrer Kritik sind unter anderem die Verwendung gendersensibler Sprache, ein Entwurf des Selbstbestimmungsgesetzes, die aus ihrer Sicht diskriminierende Verwendung des Begriffes „toxische Männlichkeit“ oder die Politik der Grünen. Neben Zuspruch erntet Gruber dafür auch scharfe Kritik. Unter anderem wird ihr vorgeworfen, sich nicht an Fakten zu halten, die gesellschaftliche Spaltung voranzutreiben und rechte Narrative zu bedienen.
Sie betrachtet die Fridays-for-Future-Bewegung als Ausdruck einer Hysterie und bezeichnete die Weltgesundheitsorganisation als „Verbrecher-Organisation“. Es sei von der Politik vermutlich so gewollt, dass die Arbeit der Landwirte völlig verschwinden werde, so Gruber in ihrem Programm. In einem Video bekannte sie 2023, sie habe „Angst vor den Grünen“ und vor der „phlegmatischen Untertänigkeit der Deutschen“. Sie kritisierte die gegen die Verbreitung von SARS-CoV-2 erlassenen 2G-Regeln.
Anlässlich einer von der Bundesregierung geplanten Anpassung des Gebäudeenergiegesetzes rief Gruber über die sozialen Medien im Juni 2023 zu einer Demonstration in Erding auf, auf der u. a. auch der bayerische Ministerpräsident Markus Söder, der bayerische Wirtschaftsminister Hubert Aiwanger und der Landesvorsitzende der FDP Bayern, Martin Hagen, auftraten und die vielfach als Anti-Ampel- oder Anti-Grünen-Demonstration verstanden wurde.
Gruber trat während der COVID-19-Pandemie auf dem österreichischen Sender ServusTV auf, der zur Pandemie und den Impfungen Falschinformationen verbreitete. Nach der Erdinger Demonstration gab Gruber Mitte Juni 2023 auch dem verschwörungsideologischen und als Plattform für Reichsbürger und Querdenker dienenden Kanal Klardenken TV ein Interview.
Im März 2025, während des Ausbruchs der Masern in den USA und der Diskussion des bis dahin als Impfgegner bekannten US-Gesundheitsministers Robert F. Kennedy Jr., ob eine Impfung sinnvoll sei oder ob Vitamin A und Lebertran die bessere Wahl seien, verharmloste Gruber die Krankheit und verwies auf die angebliche Praxis in ihrer Kindheit, Kinder mit der Krankheit zu infizieren, statt sie zu impfen.

## Soziales Engagement
Gruber engagierte sich im 2012 gegründeten Verein Orienthelfer e. V. des Kabarettisten Christian Springer, der Syrien-Flüchtlingen im Libanon hilft. Springer distanzierte sich im Juni 2023 von Gruber und stellte klar, dass diese seit zehn Jahren nichts mehr mit dem Verein zu tun habe und dass er mit ihr auch beruflich nicht mehr zusammenarbeite.
Stattdessen engagiert sich Gruber nun anderweitig. So unterstützt sie beispielsweise seit etlichen Jahren die Münchner Initiative „Lichtblick“, die sich um bedürftige Senioren kümmert. Außerdem half sie im Rahmen der Aktion Sternstunden des Bayerischen Rundfunks bei verschiedenen Projekten mit, wie dem Landshuter Kinderheim St. Vinzenz.

## Kontroverse
In dem 2023 zusammen mit dem Nürnberger Journalisten Andreas Hock verfassten Buch Willkommen im falschen Film kritisierte Monika Gruber eine Bloggerin, die vor einer Unterwanderung der Hobby-Textilszene durch Rechtsextreme warnte. Gruber machte sich darüber lustig, dass sich eine Frau mit Migrationshintergrund und einem indisch, also fremdländisch klingenden Namen, kritisch über gefährliche Tendenzen in der deutschen Gesellschaft äußerte, ein Recht, das ihr als ethnisch nicht der Mehrheitsgesellschaft zugehöriger Person nicht zustehe. Die Bloggerin wollte Anfang 2024 gerichtlich durchsetzen, dass ihr Name nicht mehr genannt wird, war damit aber nicht erfolgreich. Auch Grubers Aussage „Und so schleicht sich ganz leise der Faschismus wieder an, nur halt dieses Mal von der anderen Seite“ ist zulässig. Das OLG Hamburg folgte der Argumentation, dass „Faschismus“ im konkreten Kontext als Kritik an geistiger Uniformität verwendet werde. Der Piper Verlag änderte trotzdem die entsprechende Passage und schwärzte einige Textstellen, woraufhin sich Verlag und Autorin trennten. Die Neuauflage des Werks erschien im November 2024 dann ungekürzt und aktualisiert im Kulmbacher Plassen-Verlag. Unter anderem der Münchner SPD-Stadtrat und Musiker Roland Hefter nahm Gruber gegen die Kritik in Schutz.

## Kabarettprogramme (Auswahl)
- 2004: Kellnerin Monique: Schmeckt’s ned?
- 2005: Hauptsach’ g’sund
- 2008: Zu wahr, um schön zu sein
- 2011: Wenn ned jetzt, wann dann!
- 2014: Irgendwas is’ immer
- 2016: Küss die Hand (mit Viktor Gernot)
- 2017–2019: Wahnsinn!
- 2023–2024: Ohne Worte

## Schauspiel (Auswahl)

### Fernsehen
- 2002: Retro
- 2004: Der Alte – Episode 293: Alle Hoffnung begraben
- 2004: Tatort – Sechs zum Essen
- 2008–2011: Der Kaiser von Schexing
- 2010: Lotta & die alten Eisen
- 2011–2017: Hubert und Staller
- seit 2017: Hubert ohne Staller
- 2012: Der Meineidbauer
- seit 2012: München 7
- 2016: Moni’s Grill
- 2022: Tatort: Kehraus

### Spielfilme (Kino)
- 2011: Eine ganz heiße Nummer
- 2012: Vatertage – Opa über Nacht
- 2014: Winterkartoffelknödel
- 2014: Die Mamba
- 2017: Das Pubertier – Der Film
- 2017: Unter deutschen Betten
- 2017: Maria Mafiosi
- 2020: Ausgrissn!
- 2023: Rehragout-Rendezvous

### Kabarettauftritte im Fernsehen (Auswahl)
- 2003–2009: Die Komiker
- seit 2003: Grünwald Freitagscomedy
- 2004: Auffahrt Nockherberg
- 2005: Auf bairisch g’lacht
- 2006: Die Gruber
- 2006: Coconut Kiss
- 2007–2013: Neues aus der Anstalt (ZDF)
- 2009: Normal is des ned
- 2010–2018: heute-show (ZDF)
- 2011–2013: Die Klugscheißer (BR)
- 2011: Wetten, dass..?
- bis 2012: Ottis Schlachthof
- 2012: Leute, Leute! (ZDF)
- 2013: Was gibt es Neues? (ORF 1)
- 2014: Die Anstalt (ZDF)
- seit 2016: nuhr im Ersten
- 2020: Programm WAHNSINN! (BR3).

### Musikvideo
- 2017: DeSchoWieda & Monika Gruber – Wos passiert do? (Despacito)[41]

### Theater
- 2009 Honigmond
- 2024 Der ewige Spitzbua (Schlierseer Bauerntheater)

## Diskografie
- 2023: I bin fidel (zusammen mit Roland Hefter)

## Veröffentlichungen

### Bücher
- Monika Gruber: Man muss das Kind im Dorf lassen. Meine furchtbar schöne Jugend auf dem Land. Piper, München 2014, ISBN 978-3-492-05635-9.
- Monika Gruber, Andreas Hock: Und erlöse uns von den Blöden: Vom Menschenverstand in hysterischen Zeiten. Piper 2020, ISBN 978-3-492-07500-8.
- Monika Gruber: Backstage: Die Frau hinter dem Bühnentier. Mit Fotografien von Tibor Bozi, Piper 2021, ISBN 978-3-492-07200-7.
- Monika Gruber, Andreas Hock: Willkommen im falschen Film: Neues vom Menschenverstand in hysterischen Zeiten. Piper 2023, ISBN 978-3-86952-600-3.
  - Monika Gruber, Andreas Hock: Willkommen im falschen Film: Neues vom Menschenverstand in hysterischen Zeiten. Plassen Verlag, Kulmbach, 2024, ISBN 978-3-689-32024-9

### Hörbuch
- Monika Gruber, Andreas Hock: Und erlöse uns von den Blöden – vom Menschenverstand in hysterischen Zeiten, Osterwold Audio, 2020, ISBN 978-3-86952-487-0.

## Auszeichnungen
- 2006: Bayerischer Kabarettpreis in der Kategorie Senkrechtstarter
- 2007: Ernst-Hoferichter-Preis
- 2008: Merkur-Theaterpreis der Zeitung Münchner Merkur
- 2010: nominiert für den Deutschen Comedypreis in der Kategorie Beste Komikerin
- 2012: Bayerischer Fernsehpreis in der Kategorie Unterhaltung, Comedian
- 2013: Sigi-Sommer-Taler[42]
- 2017: Reiherorden der Narrhalla Erding[43]
- 2017: Bambi in der Kategorie Comedy
- 2018: Dialektpreis Bayern (Sonderpreis des Ministerpräsidenten)[44]
- 2019: Bayerischer Verdienstorden
- 2023: Karl-Valentin-Orden[45]